# ブッチ・マイルス
ブッチ・マイルス（Butch Miles、1944年7月4日 - 2023年2月2日）は、アメリカのジャズ・ドラマー。彼はカウント・ベイシー・オーケストラ、デイヴ・ブルーベック、エラ・フィッツジェラルド、サミー・デイヴィス・ジュニア、フランク・シナトラ、レナ・ホーン、トニー・ベネットと演奏した。

## 略歴

### キャリア
バディ・リッチ、ジーン・クルーパ、ジョー・ジョーンズをお気に入りのドラマーとして手本にしたマイルスは、9歳でスネアドラムを演奏し始め、ウェストバージニア州立大学（1962年 - 1966年）で音楽を専攻した。学位を取得した後、彼はアイリス・ベル・トリオとのツアーに同行した。3年半にわたりメル・トーメのドラマーを務め、ドラマーが必要になったカウント・ベイシーにマイルスを勧めたのはトーメとバディ・リッチであった。マイルスは1975年から1979年までカウント・ベイシー・オーケストラと共に過ごし、その後の1997年から2007年まで10年間にわたって再び戻ってきている。
ベイシーの自伝（1985年に出版）から：「ブッチがメル・トーメのバンドから私たちのところに来てくれた。バディ・リッチやソニー・ペインのように、彼は本物の観客にとっての喜びであり、非常にうまく物事を拾い上げていて、しばらくの間、そう約4年間にわたってそれをしたってことはすごく興味深かったんだ」。
マイルスは、1980年代と1990年代にグループ、ジャズ・エクスプレスのリーダーを務めた。ニューポート・ジャズ・フェスティバルやモントルー・ジャズ・フェスティバルで演奏した。ウェストバージニア音楽の殿堂における2011年の入会メンバーとなっている。テキサス州立大学サンマルコス校に勤務し、退職した。

### 私生活と死
2014年3月、マイルスは特発性肺線維症と診断された。治療は肺移植以外にない。彼は肺移植を受けて、回復期間に入った。
マイルスは、2023年2月2日にテキサス州オースティンにて78歳で亡くなった。

## ディスコグラフィ

### リーダー・アルバム
- 『マイルス・アンド・マイルス・スウィング』 - Miles and Miles of Swing... (1978年、Famous Door)
- Lady Be Good (1978年、Dreamstreet) ※with バッキー・ピザレリ
- Butch's Encore (1979年、Famous Door)
- 『サルーツ・チック・ウェッブ』 - Butch Miles Salutes Chick Webb (1980年、Famous Door)
- Butch Miles Swings Some Standards (1981年、Famous Door)
- Butch Miles Salutes Gene Krupa (1982年、Famous Door)
- 『カウント・ベイシーに捧ぐ』 - Hail To The Chief! Butch Miles Salutes Count Basie (1984年、Famous Door)
- More Miles...More Standards (1985年、Famous Door) ※with ジョージ・アンダース
- Introducing the Ivory Coast Suite (1986年、Dreamstreet) ※ブッチ・マイルス・ジャズ・エクスプレス名義
- Cookin'  (1995年、Nagel Heyer)
- Soulmates (2002年、Nagel Heyer) ※with ハワード・アルデン
- Straight On Till Morning (2003年、Nagel Heyer)

### 参加アルバム
カウント・ベイシー
- 『ベイシー・ビッグ・バンド』 - Basie Big Band (1975年、Pablo)
- 『アイ・トールド・ソー』 - I Told You So (1976年、Pablo)
- 『モントルー'77』 - Montreux '77 (1977年、Pablo)
- 『プライム・タイム』 - Prime Time (1977年、Pablo)
- 『ベイシー・ビッグ・バンド・オン・ザ・ロード '79』 - On the Road (1980年、Pablo)
- 『ベイシー・イン・ヨーロッパ』 - Basie in Europe (1985年、LRC)
- 『カウント・ベイシー・ライヴ・イン・ジャパン'78』 - Live in Japan '78 (1985年、Pablo)
- 『ファン・タイム』 - Fun Time (1991年、Pablo)
- The Golden Years (1996年、Pablo)
- 『カウント・プレイズ・デューク』 - Count Plays Duke (1998年、Mama)
- 『スウィング・シフト』 - Swing Shift (1999年、Mama)
- 『ベイシー・イズ・バック』 - Basie Is Back (2006年、Eighty-Eight's)
- Swinging, Singing, Playing (2009年、Mack Avenue)

フィル・ボドナー
- Fine & Dandy (1981年、Stash)
- Highlights in Jazz (1985年、Stash)
- Clarinet Virtuosity (2006年、Arbors)

ディック・ハイマン
- The Kingdom of Swing & the Republic of Oop Bop Sh'Bam (1989年、Musicmasters)
- From the Age of Swing (1994年、Reference)
- Swing Is Here (1996年、Reference)

フリップ・フィリップス
- 『フリッペンシュタイン』 - Flipenstein (1981年、Progressive)
- 『リアル・スウィンガー』 - A Real Swinger (1988年、Concord Jazz)
- Flip Philllips Celebrates His 80th Birthday (2003年、Arbors)

サル・サルヴァドール
- 『イン・アワ・オウン・スウィート・ウェイ』 - In Our Own Sweet Way (1983年、Stash)
- Plays the World's Greatest Jazz Standards (1984年、Stash)
- Plays Gerry Mulligan (1985年、Stash)

ボブ・ウィルバー
- Ode to Bechet (1982年、Jazzology)
- Reflections (1983年、Bodeswell)
- On the Road (1992年、Bodeswell)
- Nostalgia (1996年、Arbors)
- The Hamburg Concert (1996年、Nagel Heyer)
- Memories of You (1996年、Black and Blue)

その他
- ピーター・アップルヤード : Barbados Heat (1990年、Concord Jazz)
- ピーター・アップルヤード : Barbados Cool (1991年、Concord Jazz)
- デイヴ・ブルーベック : 『バック・ホーム』 - Back Home (1979年、Concord Jazz)
- ジョン・バンチ : 『ワールド・ウォー・トゥー・ラヴ・ソングス』 - World War II Love Songs (1998年、Groove Jams)
- ジョー・ブシュキン : 『プレイ・イット・アゲイン、ジョー』 - Play It Again Joe (1977年、United Artists)
- レイ・チャールズ & カウント・ベイシー : 『レイ・シングス、ベイシー・スウィングス』 - Ray Sings, Basie Swings (2006年、Hear Music/Concord)
- ローズマリー・クルーニー & カウント・ベイシー : 『アット・ロング・ラスト』 - At Long Last (1998年、Concord Jazz)
- ドリー・ドーン : Memories of You (1981年、Dawn)
- ダニー・ドリス : This One's for Basie (1994年、Black and Blue)
- ビッグ・ジョー・ダスキン : Blues Rendez-Vous (1994年、Black and Blue)
- デューク・エリントン : Four Symphonic Works by Duke Ellington (1989年、Musical Heritage Society)
- エラ・フィッツジェラルド : 『デジタル・レコーディング・アット・モントルー'79』 - Digital III at Montreux (1980年、Pablo)
- エラ・フィッツジェラルド : 『エラ・シングス&ベイシー・プレイズ』 - A Classy Pair (1982年、Pablo)
- ジョニー・フリゴ : Live from Studio A in New York City (1989年、Chesky)
- テリー・ギブス、バディ・デフランコ、ハーブ・エリス : Kings of Swing (1992年、Contemporary)
- テリー・ギブス、バディ・デフランコ、ハーブ・エリス : A Tribute to Benny Goodman (2001年、Contemporary)
- スコット・ハミルトン : 『スウィンギング・ヤング・スコット』 - Swinging Young Scott (1978年、Famous Door)
- ピーナッツ・ハッコー : Swing That Music (1992年、Star Line)
- ヘレン・ヒュームス : Helen (1981年、Muse)
- アルバータ・ハンター : 『ザ・グローリー・オブ…』 - The Glory of Alberta Hunter (1982年、Columbia)
- アルバータ・ハンター : Look for the Silver Lining (1983年、Columbia)
- ミルト・ジャクソン & カウント・ベイシー : 『ミルト・ジャクソン・ウィズ・ベイシー・ビッグ・バンドVol.1』 - Milt Jackson + Count Basie + the Big Band Vol. 1 (1978年、Pablo)
- ミルト・ジャクソン & カウント・ベイシー : 『ミルト・ジャクソン・ウィズ・ベイシー・ビッグ・バンドVol.2』 - Milt Jackson + Count Basie + the Big Band Vol. 2 (1978年、Pablo)
- カーメン・レギオ : Tarrytown Tenor (1978年、Famous Door)
- ロジャー・ケラウェイ & ディック・ハイマン : Piano Players & Significant Others (1990年、Musicmasters)
- ジョージ・ケリー : Plays the Music of Don Redman (1984年、Stash)
- ジョージ・マッソ : Choice N.Y.C. Bone (1979年、Famous Door)
- ジョージ・マッソ : A Swinging Case of Masso-Ism (1981年、Famous Door)
- デイヴ・マッケンナ : 『ノー・ホールズ・バード』 - No Holds Barred (1979年、Famous Door)
- ダニー・モス : Weaver of Dreams (1995年、Nagel Heyer)
- ジェリー・マリガン : 『リトル・ビッグ・ホーン』 - Little Big Horn (1983年、Five)
- バッキー・ピザレリ & ジョン・ピザレリ : 『パッショネート・ギターズ』 - Passion Guitars (1998年、Groove Jams)
- ルー・スタイン : Live at the Dome (1981年、Dreamstreet)
- マキシン・サリヴァン : 『ハイライツ・イン・ジャズ』 - Highlights in Jazz (1999年、Storyville)
- フランク・テイト : Live in Belfast (2001年、Nagel Heyer)
- ウォーレン・ヴァシェ : Blues Walk (1978年、Dreamstreet)
- マーリーン・ヴァープランク : Marlene VerPlanck Loves Johnny Mercer (1978年、Audiophile)
- フィル・ウィルソン : Boston-New York Axis: Phil & Vic (1980年、Famous Door)
- グレン・ゾットラ : Secret Love (1982年、Famous Door)
- ワイルド・ビル・デイヴィソン : Wild Bill Davison All Stars (1987年、Timeless)
- トム・サンダース : Wild Bill Davison Band & Guests (1996年、Nagel Heyer)
- ワイルド・ビル・デイヴィス・スーパー・トリオ : That's All (1991年、Jazz Connaisseur)